# Dingir
Dingir (ofta translittererat diĝir, uttalas /diŋir/) är ett kilskriftstecken, oftast determinativ för "gudom" även om det också har andra betydelser. När det används som determinativ för en gudom uttalas det inte och translittereras konventionellt som ett upphöjt "D", exempelvis i DInanna. Dingir kan oftast översättas som gud eller gudinna.

## Tecknet

Tecknet i den form det hade under mitten av bronsåldern

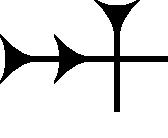
Tecknet i den form det hade under sen bronsålder och tidig järnålder

### Sumeriska
Tecknet i sumerisk kilskrift utvecklades under det tredje årtusendet f.Kr. från piktogrammet (DIĜIR,  vilket i tidiga texter betydde stjärna, gud eller himmel. På sumeriska användes tecknet som ett logogram och kunde ha följande betydelser:
- an - namnet på den sumeriske guden An.
- an - i betydelsen himmel i motsats till ki, jord
- an - dingir i betydelsen gudom

Med tiden blev tecknen mer och mer stiliserade och det stjärnliknande tecknet hade övergått till att skrivas med tre streck . Tecknen kunde också användas som enbart stavelser.

### Akkadiska
De flesta tecken i akkadisk kilskrift är tagna från den sumeriska kilskriften. Symboler kunde då ha både sina sumeriska och akkadiska betydelser.  kunde då vara antingen ett tecken som betecknar stavelsen an, ett determinativ för gudanamn eller vara ett logogram med något av följande betydelser:
- guden Anum
- det akkadiska ordet ilu, "gud"
- det akkadiska ordet šamû, "sky", "himmel"

### Digital kodning
Tecknet kodas i Unicode (sedan version 5.0) under namnet AN med koden U+1202D.